# Aplidium balleniae
Aplidium balleniae är en sjöpungsart som beskrevs av Monniot 1983. Aplidium balleniae ingår i släktet Aplidium och familjen klumpsjöpungar.
Artens utbredningsområde är Södra Ishavet. Inga underarter finns listade i Catalogue of Life.